# John Spilsbury

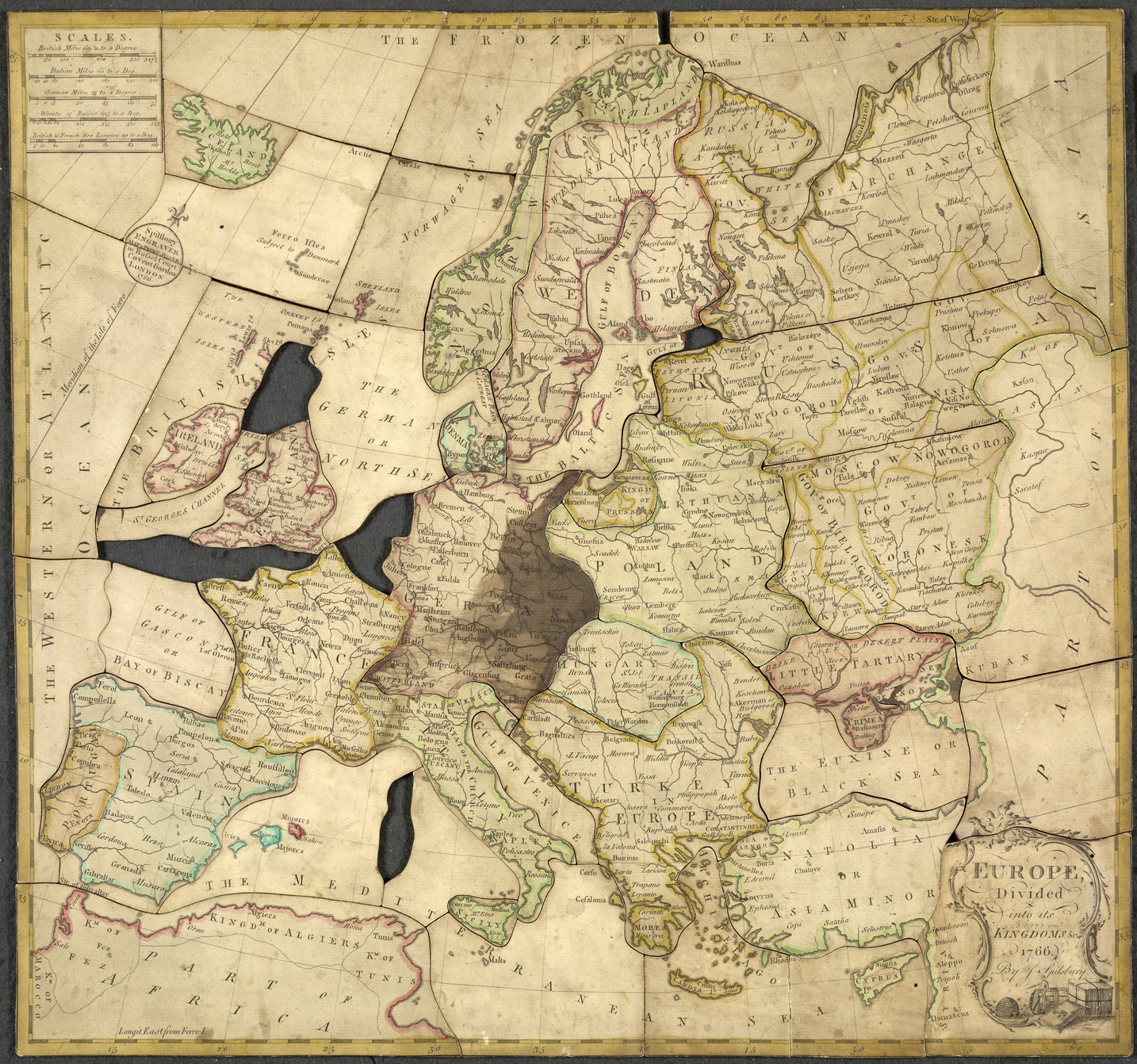
"Europa dividido en sus reinos, etc." (1766) considerado el primer rompecabezas diseñado a propósito.

John Spilsbury /I.P.A. spɪlsbəri/ (1739 – 3 de abril de 1769) fue un cartógrafo y grabador británico. Está considerado como el inventor del rompecabezas. Spilsbury los creó para propósitos educativos, y los llamó “Mapas diseccionados”.

## Vida
Fue el segundo de tres hijos de Thomas Spilsbury. El grabador Jonathan Spilsbury fue su hermano mayor, con el que a veces es confundido. Fue aprendiz de Thomas Jefferys, el geógrafo real de Jorge III.
Spilsbury creó el primer rompecabezas en 1766 como una herramienta educativa para enseñar geografía. Hizo un mapa mundial en madera y recortó cada país, creando el primer rompecabezas. Notando una oportunidad empresarial,  creó rompecabezas sobre ocho temas - el Mundo, Europa, Asia, África, América, Inglaterra y Gales, Irlanda, y Escocia.
Spilsbury se casó con Sarah May de Newmarket, Suffolk en 1761. Después de su muerte ella llevó su negocio durante un tiempo hasta casarse con Harry Ashby, antiguo aprendiz de Spilsbury y su sucesor en el negocio de rompecabezas.